# 龍野のカタシボ竹林

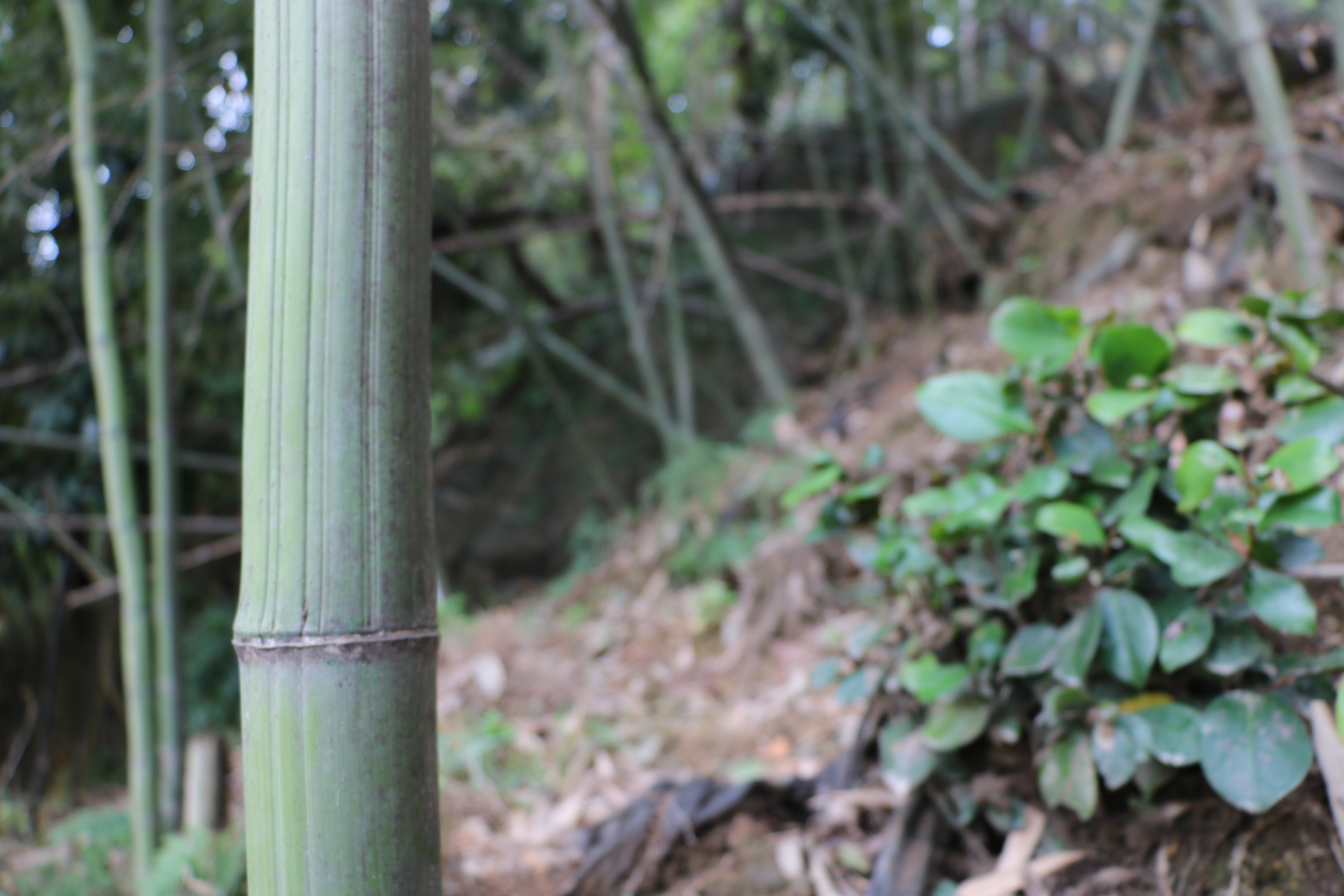
龍野のカタシボ竹林。2018年9月7日撮影。

龍野のカタシボ竹林（たつののカタシボちくりん）は、兵庫県たつの市龍野町本町にある国の天然記念物に指定された竹林である。
シボチク（皺竹・絞竹）とはマダケ（真竹）の変種であり、稈（かん）や枝などの全面に縦皺（たてじわ）が入るものをいうが、カタシボチク（片皺竹）では縦皺（たてじわ）が入る面と皺のない平滑な面が稈の節ごと半分ずつ交互に現れる。
シボチクは他所でも見られるが、カタシボチクは龍野のカタシボ竹林以外の場所では見られない珍しいものであるため、1958年（昭和33年）5月15日に国の天然記念物に指定された。指定地は旅館敷地内の庭園にあるが、宿泊者以外でもカタシボ竹林の見学は可能である。

## 概説

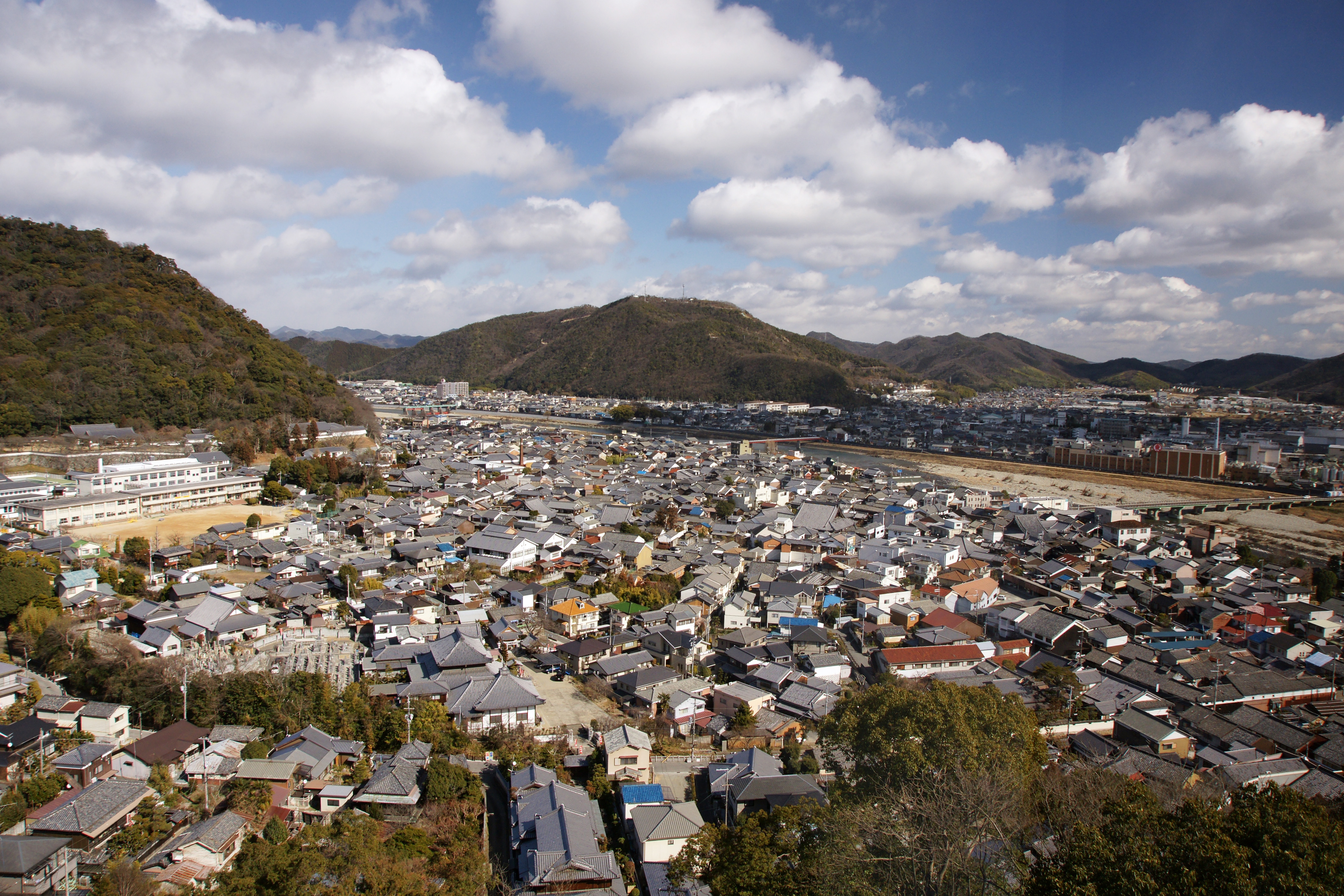
白鷺山公園から見た龍野城下町。カタシボ竹林は画像右下の木立の直下にある。

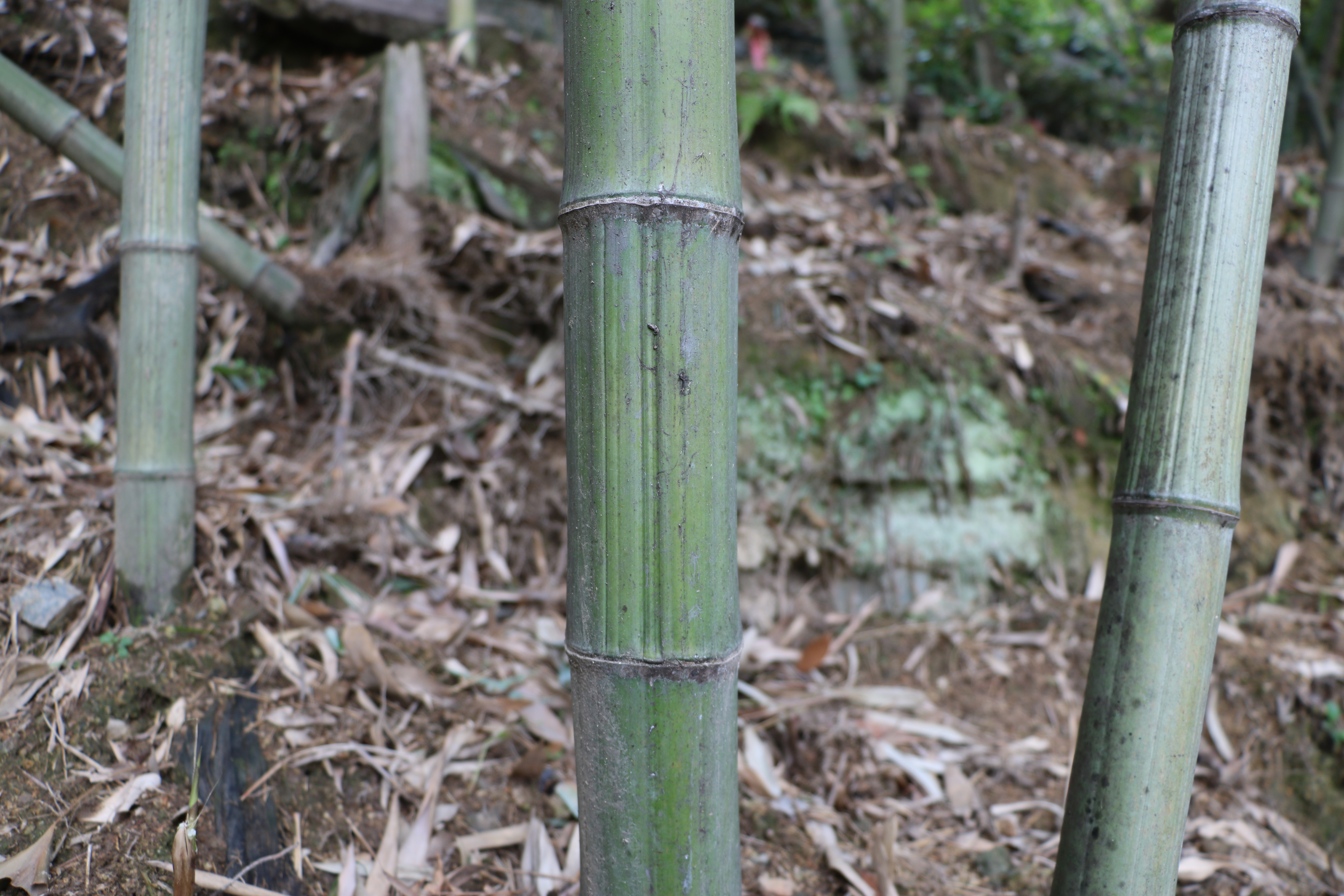
カタシボ竹林。

龍野のカタシボ竹林は、兵庫県西部、播磨の小京都として知られる龍野城城下町の一角に所在する料亭旅館梅玉旅館の庭園内にある。
梅玉旅館は龍野城下町の北西にある的場山（標高394メートル）より南方へ突き出した尾根先端上にある白鷺山公園の東麓に位置しており、梅玉旅館の庭園に面した尾根末端東斜面の一角にある竹林が天然記念物に指定されている。
シボチク（皺竹・絞竹）とはマダケ（真竹）の変種で、稈（かん）や枝などの全面に縦皺（たてじわ）が入ものをいう。これは生え始めたタケノコの段階から見られる。竹の研究で知られる植物学者の室井綽によれば、シボチクは一種の枝変わり（芽条変異）で、通常のマダケと比較して稈の断面を見ると基本組織が少なく、維管束が細長く2-3個が癒着しているものが見られる。また節間の間隔が短く節間の空洞も小さいため、稈の高さ（樹高）がマダケより低いという。
龍野のカタシボチク（片皺竹）は、このシボチクの中でも更に変わった希少なもので、縦溝が全面に入るのではなく、節ごとに付く芽の上部面は平滑で、その反対側の反面に縦溝や皺が入る。竹類の稈に付く芽は一節ごと反対側に付くので、皺の入る面も節ごと交互に現れることになる。
すべての竹類の稈は3層から構成されているが、龍野のカタシボチクの場合、稈の一番外側の第1層が縦溝性、内側の第2層が平滑性である。竹類の枝は第2層から分かれて出るため、稈の表部で表皮の第1層が薄くなって第2層の平滑な面が外側に現れる。このような竹は他に類を見ないことから、1958年（昭和33年）5月15日に国の天然記念物に指定された。

## 由来
龍野のカタシボ竹林のある梅玉旅館とその庭園は龍野藩家老の屋敷跡地であるが、もともとこの場所にカタシボ竹が生育していたわけではなく、幕末の頃、龍野藩9代藩主脇坂安宅が淡路島より縦皺のある珍しい竹を贈られ、それを当地に移植したのが龍野のカタシボ竹林の始まりだという。しかし今日、元産地の淡路島では「シボチク」しか確認されておらず、「カタシボチク」はここ龍野の指定地しか確認されていない。
カタシボ竹は脇坂家によって大切に保護され続け、江戸末期の頃は、この竹のタケノコを食べると腹痛を起こすと戒められ、脇坂家一門以外のものはこの竹林を見ることすら許されなかったという。明治以降になると、茶室の床柱などに使われる銘竹として珍重され、かつて龍野付近ではカタシボ竹を使った様々な茶器や花器が見られたといい、梅玉旅館にはカタシボ竹を使った見事な床柱が残されている。
脇坂家縁者や茶道関係者など、その存在を龍野在住の一部の人にしか知られていなかったカタシボ竹であったが、1956年（昭和31年）に植物学者の室井綽が、たまたま当旅館に宿泊した際、庭園にあるカタシボ竹を発見したことを契機に、当時、兵庫県天然記念物調査官であった森為三、同じく当時文部省文化財審議会委員であった本田正次らによる現地調査が行われ、1958年（昭和33年）5月15日に国の天然記念物に指定された。
その2年後の1960年（昭和35年）から2年続いてカタシボ竹が開花し、その多くが枯死してしまった。翌年より再生竹が発生したものの、大半がコンシマダケやマダケであり、カタシボ竹はごく稀にしか発生しなかった。植生が劣勢となったカタシボを残すため、室井綽が何度も現地に赴き肥培管理に努めた結果、カタシボ竹林は無事に再生された。
1990年代後半になるとイノシシによる食害や、天狗巣病による被害を受け竹林の衰えが懸念され始めたため、1998年（平成10年）より竹文化振興協会専門委員渡邊政俊の指導により、罹病竹の伐採、施肥や周辺環境の養生など、大規模な保護対策が行われた。

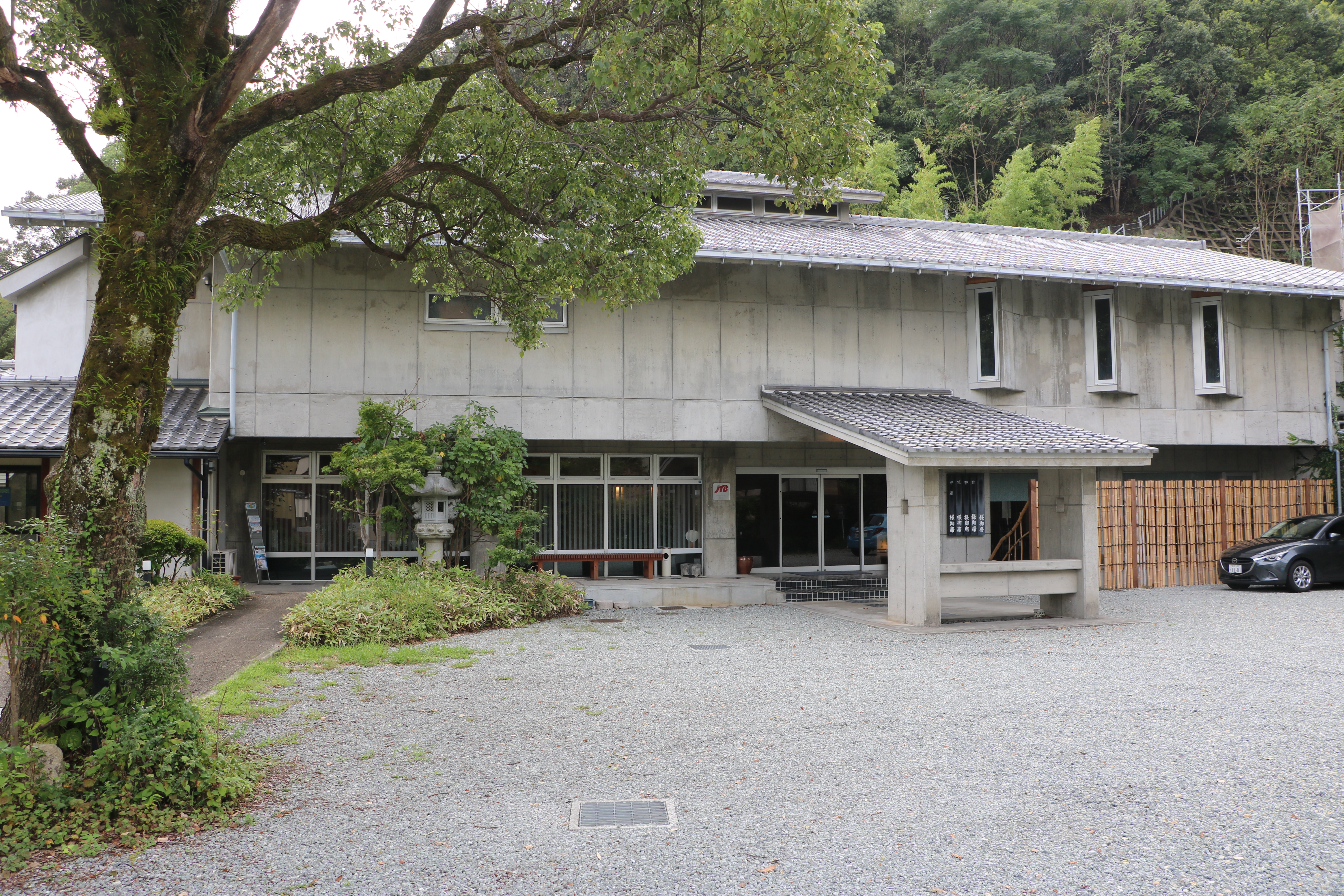
梅玉旅館。 建物の背後にカタシボ竹林がある。
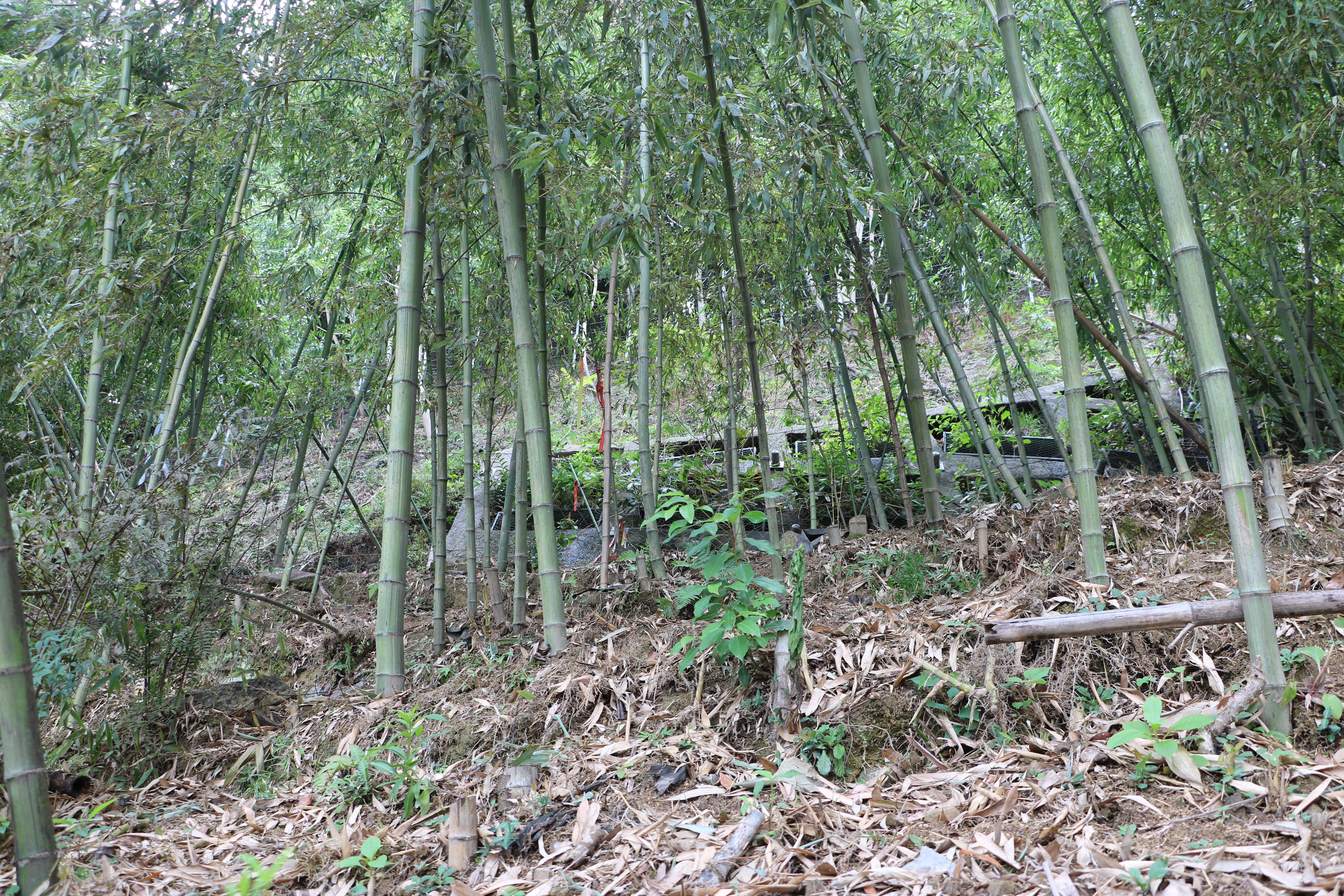
カタシボ竹林。
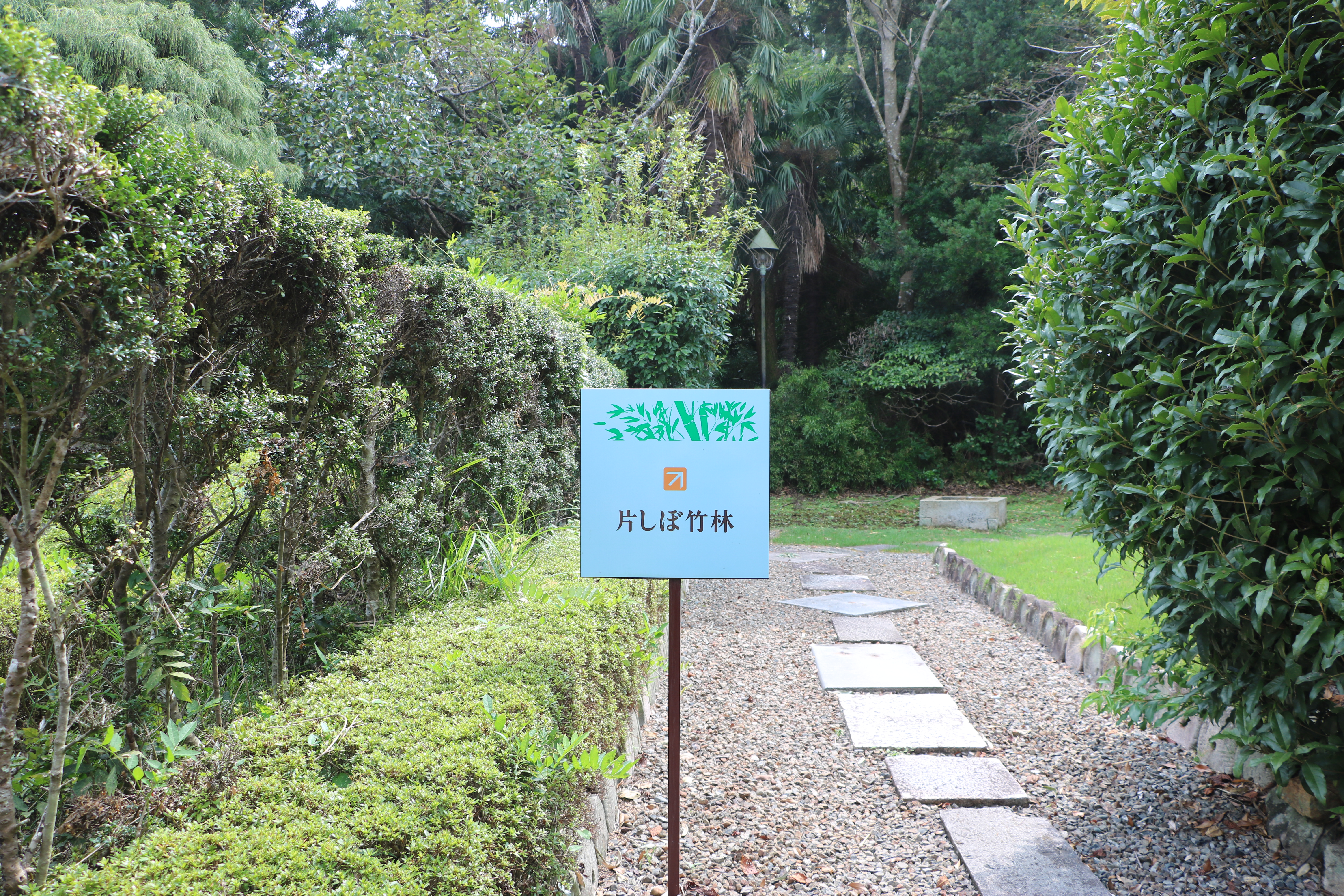
カタシボ竹林への案内。

## 交通アクセス
所在地
- 兵庫県たつの市龍野町本町[1]。

交通
- JR姫新線本竜野駅より徒歩15分。神姫バス山崎面行き　龍野バス停下車徒歩約10分[4]。